# Махоба
Махоба (англ. Mahoba, хинди महोबा) — город в южной части штата Уттар-Прадеш, Индия. Административный центр округа Махоба.

## География
Абсолютная высота — 213 метров над уровнем моря. Город находится недалеко от известного храмового комплекса Кхаджурахо.

## Население
По данным на 2013 год численность населения составляет 110 963 человека.
Динамика численности населения города по годам:
| 1991   | 2001   | 2013    |
| ------ | ------ | ------- |
| 56 247 | 78 782 | 110 963 |

## Транспорт
Имеется железнодорожное сообщение. Ближайший аэропорт находится в Кхаджурахо, примерно в 55 км от Махобы. Данный аэропорт принимает местные рейсы из Дели и Варанаси.